# Erwin Raupp: Moravská Hellas 1904
Erwin Raupp: Moravská Hellas 1904 (německy Mährisches Hellas 1904 = anglicky Moravian Hellas 1904) je kniha – katalog stejnojmenné výstavy, která byla realizována v Moravské zemském muzeu, v Paláci šlechtičen v Brně ve dnech 7. října 2011 – 22. ledna 2012. Výstava byla reprízována v Národním muzeu v Praze, výstavní síň GAMU ve dnech 13. července – 9. září 2012,

## Obsah
- Antonín Dufek: Průkopník dokumentární momentky Erwin Raupp – str. 9–15
- Helena Beránková: Erwin Raupp na Moravě – str. 16–21
- Andreas Krase: Několik doměnek o Erwinu Rauppovi – str. 22–23
- Karel Dvořák: Dvorní fotograf – vzpomínky z knihy Slovácko 1905 – str. 24–25
- Překlady do němčiny, str. 29–49
- Překlady do angličtiny, str. 53–71
- Obrazová část, str. 72–113
- Katalog, str. 115–207
- Poznámky, rejstříky, str. 208–239